# ایستر وود ۱۱۶۹۱
سیارک ۱۱۶۹۱ (به انگلیسی: 11691 Easterwood، نامگذاری:1998FO66) یازده هزار و ششصد و نود و یکمین سیارک کشف شده‌است که در ۲۰ مارس ۱۹۹۸ کشف شد.
قدر مطلق سیارک برابر ۱۲٫۹ است.